# Đorđe Pešut
Đorđe Pešut (15 giugno 1997) è un ex lottatore e giocatore di football americano serbo, che gioca nel ruolo di offensive lineman per i Kragujevac Wild Boars.
Nel 2023 è stato accoltellato a una gamba da uno sconosciuto